# Maltotriosa

Molécula de maltotriosa.

La maltotriosa es un glúcido, en particular un trisacárido, formado por tres moléculas de glucosa encadenadas linealmente mediante enlaces O-glucosídicos alfa (1-->4). Se extrae principalmente de los azúcares de la malta en su descomposición por medio de la fermentación por levadura. Es uno de los derivados de ésta, junto con la glucosa, la sacarosa y la fructosa. Se utiliza principalmente para la elaboración de la cerveza.
Estos azúcares influyen directamente en la producción de ésteres o niveles de alcohol que contribuyen en los diferentes sabores y texturas de la cerveza final, o sea que a mayor cantidad de estos azúcares más ésteres se producirá y la cerveza será más fuerte en su sabor.
- Datos: Q249208